# زيزي عادل
زيزي عادل (26 أكتوبر 1987 -)، مغنية مصرية معتزلة.

## حياتها
ولدت في الكويت لديها ثلاث أخوات: «غادة» و«ندى» و«غدير». خريجة معهد الموسيقى العربية. بدأت بالغناء في كورال المدرسة وحصلت على أفضل صوت للمدراس. غنت زيزى في عيد الأم وهي في العاشرة من عمرها أغنية زي الربيع. كتبت الكاتبه نعمة البار عن زيزى وقالت انه سيكون لها مستقبل ناجح. لحنت أغنية في لحظة صراحة وهي في سن الخامسة عشرة وحصلت بالاغنية على ثلاثة جوائز في مهرجان البحر المتوسط وكمان دخلت مسابقة ستديو الفن وحصلت علي المركز السادس 

## مشوارها الفني
شاركت عام 2004 في برنامج المواهب الشهير ستار أكاديمي 2 على شاشة المؤسسة اللبنانية للإرسال ال بي سي بإدراة رولا سعد.
كانت من ضمن الذين تأهلوا للنهائيات مع المتسابق السعودي هشام عبد الرحمن والتونسية أماني السويسي وحلت في المركز الثالث. انضمت إلى شركة روتانا للصوتيات والمرئيات، أصدرت ألبومها الأول «واحدة طيبة» عن شركة روتانا. أصدرت أغنية منفردة عام 2008 لاغنية «تعودت عليك» من كلماتها والحانها لكنها فسخت العقد بعد ألبومها الثاني بسب.
غابت عن الساحة الغنائية لمدة سبعة سنوات بسبب مرض والدها ورحيله، وفي عام 2014 عادت إلى الساحة الغنائية بأغنية منفردة حملت عنوان «شايلاهالك» وصورتها مع المخرج الأردني «يعقوب لامبز» ز بعد توقيعها عقدا مع شركة عالم الفن محسن جابر وقنوات مزيكا، أطلقت زيزي ألبوم أنا أنثى عام 2015 الذي شهد عودتها للساحة الغنائية 

## إعتزالها للفن
في أبريل 2022 أعلنت اعتزال الغناء نهائيا،
وقالت 

## ألبومات[5]
| الألبوم    | العام | المنتج           |
| ---------- | ----- | ---------------- |
| واحدة طيبة | 2007  | روتانا           |
| وعد عليا   | 2009  | روتانا           |
| أنا أنثى   | 2015  | عالم الفن، مزيكا |

## فيديو كليب
| الألبوم          | المخرج      | المنتج               |
| ---------------- | ----------- | -------------------- |
| واحدة ثانية      | محمد سعيد   | روتانا               |
| حب مش محسوب عليا | طارق رفعت   | روتانا               |
| وعد عليا         | وليد محمود  | روتانا               |
| شايلاهالك        | جاكوب لامبز | مزيكا                |
| عيوبه كثير       | جاكوب لامبز | مزيكا                |
| مازال البحث جاري | جاكوب لامبز | مزيكا                |
| محتاجة وجود راجل | جاكوب لامبز | فري ميوزيك نصر محروس |
| مستغربة          | جاكوب لامبز | مزيكا                |
| أبسط نفسك        |             | فري ميوزيك نصر محروس |

## أغاني منفردة
- تعودت عليك: 2008